# Tour Down Under 2023
Il Tour Down Under 2023, ventitreesima edizione della corsa, valido come prima prova dell'UCI World Tour 2023 categoria 2.UWT, si svolse in cinque tappe, precedute da un cronoprologo, dal 17 al 22 gennaio 2023 su un percorso di 672,7 km, con partenza da Adelaide e arrivo sul Mount Lofty, in Australia. La manifestazione torna in programma dopo due anni in cui è stata annullata a causa della Pandemia di COVID-19. La vittoria fu appannaggio dell'australiano Jay Vine, il quale completò il percorso in 16h07'41", alla media di 41,710 km/h, precedendo il britannico Simon Yates e lo spagnolo Pello Bilbao.
Sul traguardo di Mount Lofty 121 ciclisti, sui 139 partiti da Adelaide, portarono a termine la competizione.

## Tappe
| Tappa   | Data       | Percorso                                | Tipo   | km    | Vincitore di tappa | Leader cl. generale |
| ------- | ---------- | --------------------------------------- | ------ | ----- | ------------------ | ------------------- |
| Prologo | 17 gennaio | Adelaide > Adelaide (cron. individuale) |        | 5,5   | Alberto Bettiol    | Alberto Bettiol     |
| 1ª      | 17 gennaio | Tanunda > Tanunda                       |        | 149,9 | Phil Bauhaus       | Alberto Bettiol     |
| 2ª      | 18 gennaio | Brighton > Victor Harbor                |        | 154,8 | Rohan Dennis       | Rohan Dennis        |
| 3ª      | 19 gennaio | Norwood > Campbelltown                  |        | 116,8 | Pello Bilbao       | Jay Vine            |
| 4ª      | 20 gennaio | Port Willunga > Willunga                |        | 133,2 | Bryan Coquard      | Jay Vine            |
| 5ª      | 21 gennaio | Unley > Mount Lofty                     |        | 112,5 | Simon Yates        | Jay Vine            |
| Totale  | Totale     | Totale                                  | Totale | 672,7 |                    |                     |

## Squadre e corridori partecipanti
Alla competizione prendono parte 20 squadre: le 18 iscritte all'UCI World Tour 2023, la Israel-Premier Tech e la nazionale australiana.
| N.    | Cod. | Squadra               |
| ----- | ---- | --------------------- |
| 1-7   | JAY  | Team Jayco AlUla      |
| 11-17 | ACT  | AG2R Citroën Team     |
| 21-27 | AST  | Astana Qazaqstan Team |
| 31-37 | TBV  | Bahrain Victorious    |
| 41-47 | TFS  | Trek-Segafredo        |
| 51-57 | COF  | Cofidis               |
| 61-67 | SOQ  | Soudal Quick-Step     |
| 71-77 | ADC  | Alpecin-Deceuninck    |
| 81-87 | GFC  | Groupama-FDJ          |
| 91-97 | IGD  | Ineos Grenadiers      |

| N.      | Cod. | Squadra                  |
| ------- | ---- | ------------------------ |
| 101-107 | ICW  | Intermarché-Circus-Wanty |
| 111-117 | TJV  | Jumbo-Visma              |
| 121-127 | MOV  | Movistar Team            |
| 131-137 | DSM  | Team DSM                 |
| 141-147 | UAD  | UAE Team Emirates        |
| 151-157 | ARK  | Team Arkéa-Samsic        |
| 161-167 | EFE  | EF Education-EasyPost    |
| 171-177 | BOH  | Bora-Hansgrohe           |
| 181-187 | IPT  | Israel-Premier Tech      |
| 191-197 | UNI  | UniSA-Australia          |

## Dettagli delle tappe

### Prologo
- 17 gennaio: Adelaide > Adelaide – Cronometro individuale – 5,5 km

Risultati
| Pos. | Corridore        | Squadra     | Tempo |
| ---- | ---------------- | ----------- | ----- |
| 1    | Alberto Bettiol  | EF          | 6'19" |
| 2    | Magnus Sheffield | Ineos       | a 8"  |
| 3    | Julius Johansen  | Intermarché | a 10" |

| Pos. | Corridore        | Squadra     | Tempo |
| ---- | ---------------- | ----------- | ----- |
| 1    | Alberto Bettiol  | EF          | 6'19" |
| 2    | Magnus Sheffield | Ineos       | a 8"  |
| 3    | Julius Johansen  | Intermarché | a 10  |

### 1ª tappa
- 18 gennaio: Tanunda > Tanunda – 149,9 km

Risultati
| Pos. | Corridore        | Squadra | Tempo    |
| ---- | ---------------- | ------- | -------- |
| 1    | Phil Bauhaus     | Bahrain | 3h37'35" |
| 2    | Caleb Ewan       | UniSA   | s.t.     |
| 3    | Michael Matthews | Jayco   | s.t.     |

| Pos. | Corridore        | Squadra | Tempo    |
| ---- | ---------------- | ------- | -------- |
| 1    | Alberto Bettiol  | EF      | 3h43'54" |
| 2    | Michael Matthews | Jayco   | a 6"     |
| 3    | Magnus Sheffield | Ineos   | a 8"     |

### 2ª tappa
- 19 gennaio: Brighton > Victor Harbor – 154,8 km

Risultati
| Pos. | Corridore    | Squadra    | Tempo    |
| ---- | ------------ | ---------- | -------- |
| 1    | Rohan Dennis | Jumbo      | 4h00'40" |
| 2    | Jay Vine     | UAE        | a 2"     |
| 3    | Mauro Schmid | Quick-Step | s.t.     |

| Pos. | Corridore        | Squadra | Tempo    |
| ---- | ---------------- | ------- | -------- |
| 1    | Rohan Dennis     | Jumbo   | 7h44'41" |
| 2    | Jay Vine         | UAE     | a 3"     |
| 3    | Magnus Sheffield | Ineos   | a 12"    |

### 3ª tappa
- 20 gennaio: Norwood > Campbelltown – 116,8 km

Risultati
| Pos. | Corridore    | Squadra | Tempo    |
| ---- | ------------ | ------- | -------- |
| 1    | Pello Bilbao | Bahrain | 2h48'10" |
| 2    | Simon Yates  | Jayco   | s.t.     |
| 3    | Jay Vine     | UAE     | s.t.     |

| Pos. | Corridore    | Squadra | Tempo     |
| ---- | ------------ | ------- | --------- |
| 1    | Jay Vine     | UAE     | 10h32'50" |
| 2    | Pello Bilbao | Bahrain | a 15"     |
| 3    | Simon Yates  | Jayco   | a 16"     |

### 4ª tappa
- 21 gennaio: Port Willunga > Willunga – 133,2 km

Risultati
| Pos. | Corridore       | Squadra     | Tempo    |
| ---- | --------------- | ----------- | -------- |
| 1    | Bryan Coquard   | Cofidis     | 2h53'41" |
| 2    | Alberto Bettiol | EF          | s.t.     |
| 3    | Hugo Page       | Intermarché | s.t.     |

| Pos. | Corridore    | Squadra | Tempo     |
| ---- | ------------ | ------- | --------- |
| 1    | Jay Vine     | UAE     | 13h26'31" |
| 2    | Simon Yates  | Jayco   | a 15"     |
| 3    | Pello Bilbao | Bahrain | s.t.      |

### 5ª tappa
- 22 gennaio: Unley > Mount Lofty – 112,5 km

Risultati
| Pos. | Corridore    | Squadra | Tempo    |
| ---- | ------------ | ------- | -------- |
| 1    | Simon Yates  | Jayco   | 2h41'16" |
| 2    | Jay Vine     | UAE     | s.t.     |
| 3    | Ben O'Connor | AG2R    | a 2"     |

| Pos. | Corridore    | Squadra | Tempo     |
| ---- | ------------ | ------- | --------- |
| 1    | Jay Vine     | UAE     | 16h07'41" |
| 2    | Simon Yates  | Jayco   | a 11"     |
| 3    | Pello Bilbao | Bahrain | a 27"     |

## Evoluzioni delle classifiche
| Tappa              | Vincitore          | Classifica generale Maglia ocra | Classifica a punti Maglia blu | Classifica scalatori Maglia a pois verdi | Classifica giovani Maglia bianca | Classifica a squadre Numero giallo | Premio combattività Numero rosso |
| ------------------ | ------------------ | ------------------------------- | ----------------------------- | ---------------------------------------- | -------------------------------- | ---------------------------------- | -------------------------------- |
| 1ª                 | Alberto Bettiol    | Alberto Bettiol                 | non assegnata                 | non assegnata                            | Magnus Sheffield                 | Alpecin-Deceuninck                 | non assegnato                    |
| 2ª                 | Phil Bauhaus       | Alberto Bettiol                 | Phil Bauhaus                  | Luke Plapp                               | Magnus Sheffield                 | Intermarché-Circus-Wanty           | Nans Peters                      |
| 3ª                 | Rohan Dennis       | Rohan Dennis                    | Caleb Ewan                    | Jay Vine                                 | Magnus Sheffield                 | Alpecin-Deceuninck                 | Manuele Boaro                    |
| 4ª                 | Pello Bilbao       | Jay Vine                        | Michael Matthews              | Jay Vine                                 | Magnus Sheffield                 | UAE Team Emirates                  | Mikkel Frølich Honoré            |
| 5ª                 | Bryan Coquard      | Jay Vine                        | Michael Matthews              | Mikkel Frølich Honoré                    | Magnus Sheffield                 | UAE Team Emirates                  | Daryl Impey                      |
| 6ª                 | Simon Yates        | Jay Vine                        | Michael Matthews              | Mikkel Frølich Honoré                    | Magnus Sheffield                 | UAE Team Emirates                  | Mattia Cattaneo                  |
| Classifiche finali | Classifiche finali | Jay Vine                        | Michael Matthews              | Mikkel Frølich Honoré                    | Magnus Sheffield                 | UAE Team Emirates                  | non assegnato                    |

Maglie indossate da altri ciclisti in caso di due o più maglie vinte
- Nella 5ª tappa Mikkel Frølich Honoré ha indossato la maglia a pois verdi al posto di Jay Vine.

## Classifiche finali

### Classifica generale - Maglia ocra
| Pos. | Corridore         | Squadra     | Tempo     |
| ---- | ----------------- | ----------- | --------- |
| 1    | Jay Vine          | UAE         | 16h07'41" |
| 2    | Simon Yates       | Jayco       | a 11"     |
| 3    | Pello Bilbao      | Bahrain     | a 27"     |
| 4    | Magnus Sheffield  | Ineos       | a 57"     |
| 5    | Mauro Schmid      | Soudal      | a 58"     |
| 6    | Ben O'Connor      | AG2R        | a 1'04"   |
| 7    | Sven Erik Bystrøm | Intermarché | a 1'06"   |
| 8    | Antonio Tiberi    | Trek        | a 1'07"   |
| 9    | Gorka Izagirre    | Movistar    | a 1'13"   |
| 10   | Bryan Coquard     | Cofidis     | s.t.      |

### Classifica a punti - Maglia blu
| Pos. | Corridore        | Squadra  | Punti |
| ---- | ---------------- | -------- | ----- |
| 1    | Michael Matthews | Jayco    | 61    |
| 2    | Simon Yates      | Jayco    | 57    |
| 3    | Jay Vine         | UAE      | 57    |
| 4    | Caleb Ewan       | UniSA    | 47    |
| 5    | Paul Penhoët     | Groupama | 43    |

### Classifica scalatori - Maglia a pois verdi
| Pos. | Corridore         | Squadra | Punti |
| ---- | ----------------- | ------- | ----- |
| 1    | M. Frølich Honoré | EF      | 21    |
| 2    | Jay Vine          | UAE     | 20    |
| 3    | Simon Yates       | Jayco   | 18    |
| 4    | Fabio Felline     | Astana  | 11    |
| 5    | Kim Heiduk        | Ineos   | 14    |

### Classifica giovani - Maglia bianca
| Pos. | Corridore        | Squadra     | Tempo     |
| ---- | ---------------- | ----------- | --------- |
| 1    | Magnus Sheffield | Ineos       | 16h08'38" |
| 2    | Antonio Tiberi   | Trek        | a 10"     |
| 3    | Hugo Page        | Intermarché | a 54"     |
| 4    | Reuben Thompson  | Groupama    | a 1'32"   |
| 5    | Alex Baudin      | AG2R        | a 1'54"   |

### Classifica a squadre
| Pos. | Squadra           | Tempo     |
| ---- | ----------------- | --------- |
| 1    | UAE Team Emirates | 48h25'34" |
| 2    | Trek-Segafredo    | a 1'24"   |
| 3    | Groupama-FDJ      | a 1'41"   |
| 4    | AG2R Citroën Team | a 3'09"   |
| 5    | Soudal Quick-Step | a 5'02"   |